# Thies Kaspareit
Thies Kaspareit, född den 1 februari 1964 i Oldenburg i Tyskland, är en västtysk ryttare.
Han tog OS-guld i lagtävlingen i fälttävlan i samband med de olympiska ridsporttävlingarna 1988 i Seoul.